# باهرة منشارية
باهرة منشارية (الاسم العلمي: Agave cerulata) هو نوع من النباتات يتبع جنس الباهرة من الفصيلة الهليونية.